# Germay
Germay est une commune française située dans le département de la Haute-Marne, en région Grand Est.

## Géographie

### Localisation
Le mont de Germay avec ses 427 mètres domine le village. Il s'agit du point culminant du nord haut-marnais.
La Saulx prend sa source au pied du village. Il s'agit d'un affluent de la Marne.
La localité est traversée par l'ancienne route nationale 427 qui la relie à Thonnance-les-Moulins et à Trampot.

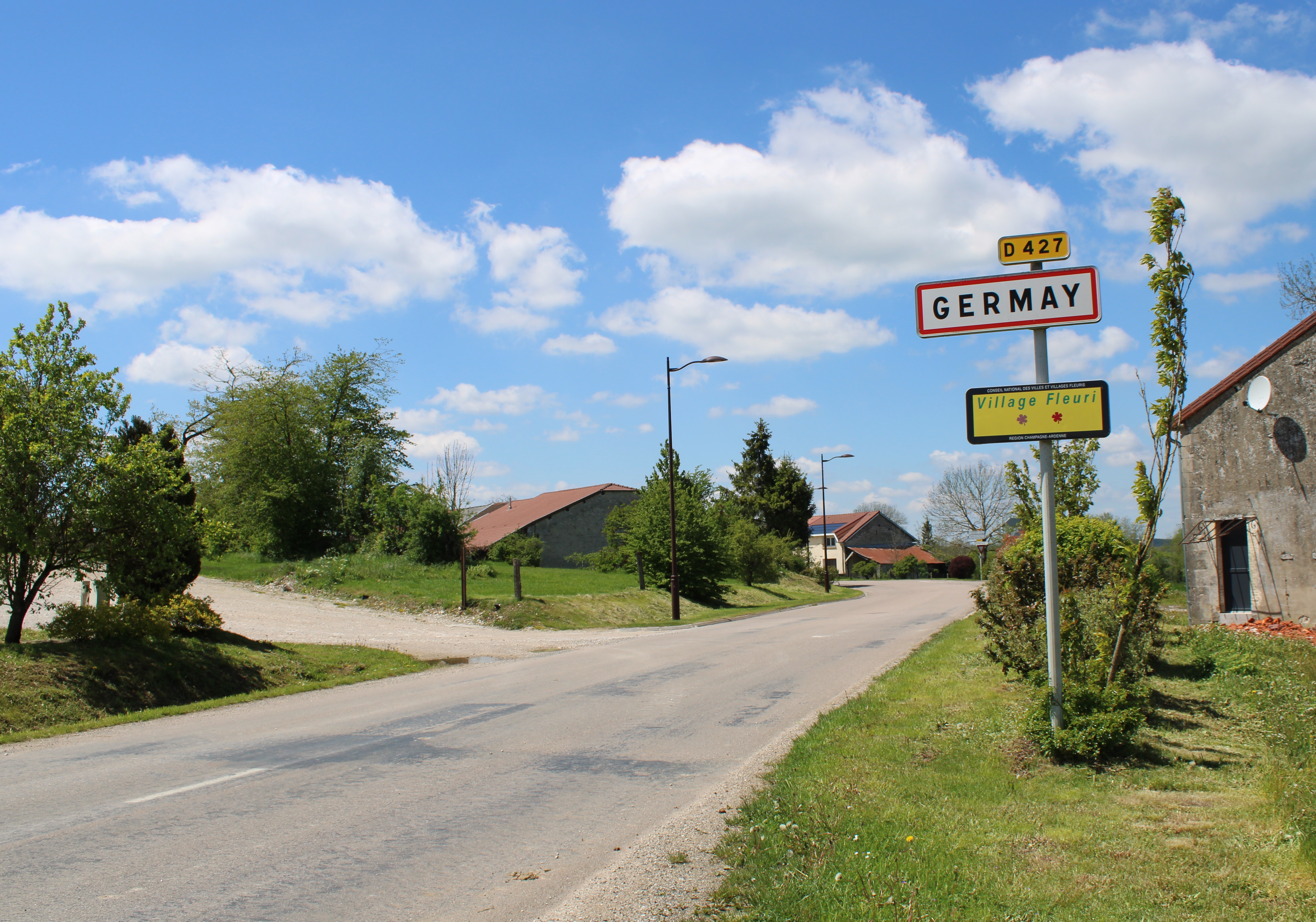
Entrée du village.

### Hydrographie
La commune est dans la région hydrographique « la Seine de sa source au confluent de l'Oise (exclu) » au sein du bassin Seine-Normandie. Elle est drainée par la Saulx,.
La Saulx, d'une longueur de 115 km, prend sa source dans la commune  et se jette  dans la Marne à Vitry-le-François, après avoir traversé 39 communes.

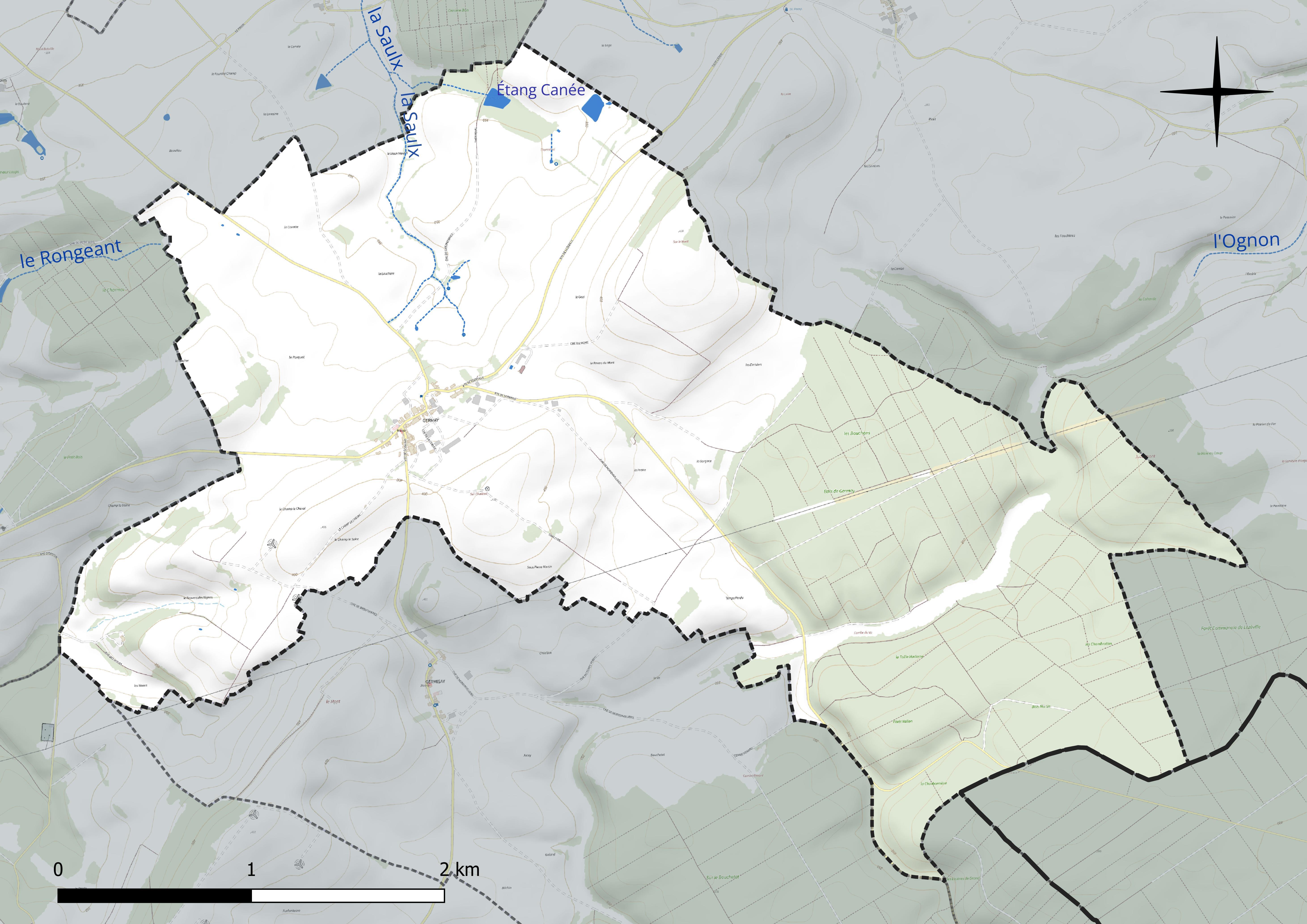
Réseau hydrographique de Germay.

Un plan d'eau complète le réseau hydrographique : l'étang Canée (0,9 ha),.

### Climat
Pour des articles plus généraux, voir Climat du Grand Est et Climat de la Haute-Marne.
En 2010, le climat de la commune est de type climat de montagne, selon une étude du Centre national de la recherche scientifique s'appuyant sur une série de données couvrant la période 1971-2000. En 2020, Météo-France publie une typologie des climats de la France métropolitaine dans laquelle la commune est exposée à un climat océanique altéré et est dans la région climatique Lorraine, plateau de Langres, Morvan, caractérisée par un hiver rude (1,5 °C), des vents modérés et des brouillards fréquents en automne et hiver.
Pour la période 1971-2000, la température annuelle moyenne est de 9,4 °C, avec une amplitude thermique annuelle de 16,6 °C. Le cumul annuel moyen de précipitations est de 1 027 mm, avec 13,6 jours de précipitations en janvier et 9,6 jours en juillet. Pour la période 1991-2020, la température moyenne annuelle observée sur la station météorologique de Météo-France la plus proche, « Cirfontaines_sapc », sur la commune de Cirfontaines-en-Ornois à 6 km à vol d'oiseau, est de 10,4 °C et le cumul annuel moyen de précipitations est de 904,1 mm. 
La température maximale relevée sur cette station est de 40 °C, atteinte le 12 août 2003 ; la température minimale est de −19,6 °C, atteinte le 6 février 1963,,.
Les paramètres climatiques de la commune ont été estimés pour le milieu du siècle (2041-2070) selon différents scénarios d'émission de gaz à effet de serre à partir des nouvelles projections climatiques de référence DRIAS-2020. Ils sont consultables sur un site dédié publié par Météo-France en novembre 2022.

## Urbanisme

### Typologie
Au 1er janvier 2024, Germay est catégorisée commune rurale à habitat très dispersé, selon la nouvelle grille communale de densité à sept niveaux définie par l'Insee en 2022.
Elle est située hors unité urbaine. Par ailleurs la commune fait partie de l'aire d'attraction de Joinville, dont elle est une commune de la couronne,. Cette aire, qui regroupe 31 communes, est catégorisée dans les aires de moins de 50 000 habitants,.

### Occupation des sols
L'occupation des sols de la commune, telle qu'elle ressort de la base de données européenne d’occupation biophysique des sols Corine Land Cover (CLC), est marquée par l'importance des territoires agricoles (64,1 % en 2018), une proportion identique à celle de 1990 (64,1 %). La répartition détaillée en 2018 est la suivante : 
terres arables (41,9 %), forêts (33,8 %), prairies (20,1 %), zones urbanisées (2,1 %), zones agricoles hétérogènes (2,1 %). L'évolution de l’occupation des sols de la commune et de ses infrastructures peut être observée sur les différentes représentations cartographiques du territoire : la carte de Cassini (XVIIIe siècle), la carte d'état-major (1820-1866) et les cartes ou photos aériennes de l'IGN pour la période actuelle (1950 à aujourd'hui).

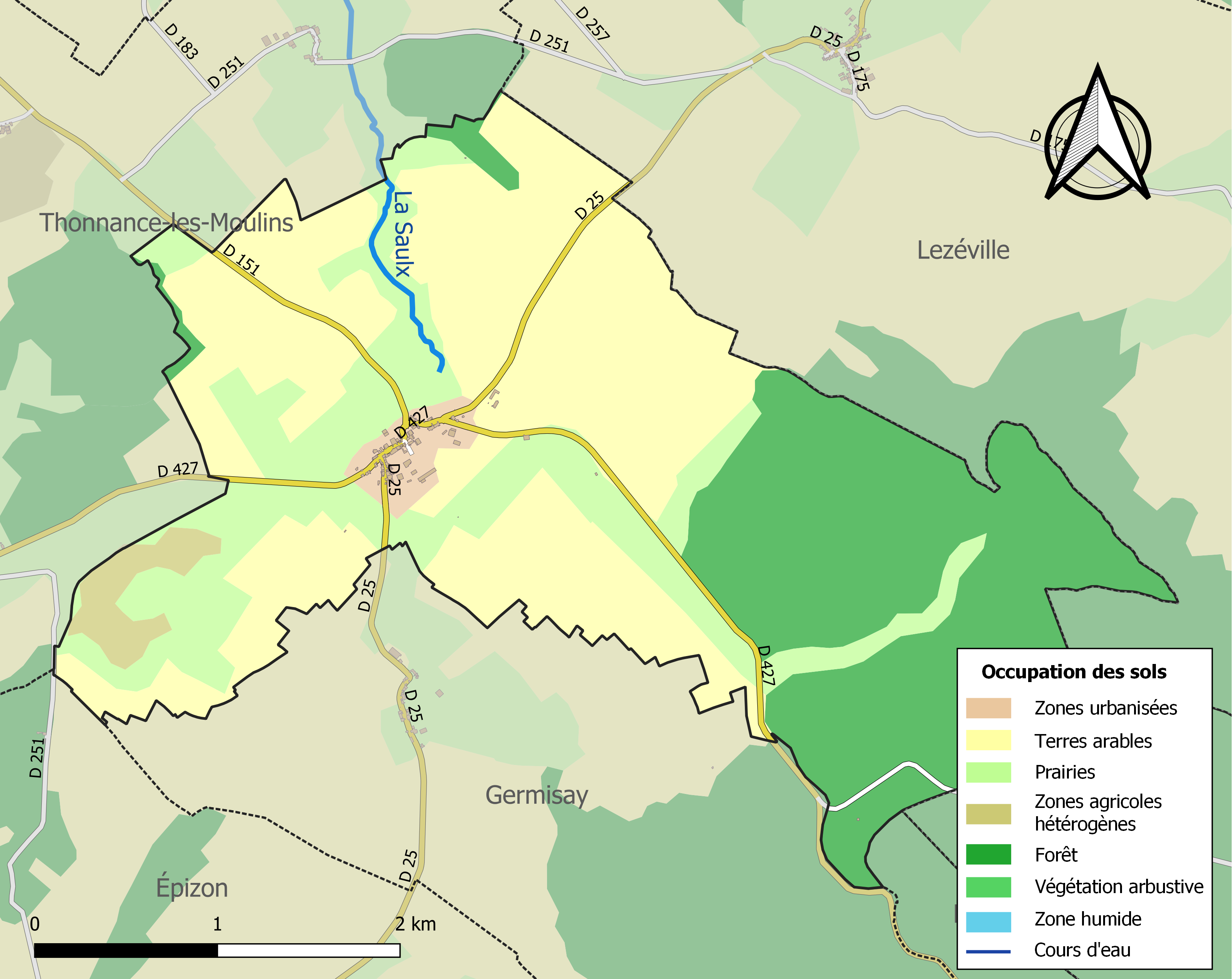
Carte des infrastructures et de l'occupation des sols de la commune en 2018 (CLC).

## Toponymie
Le nom de la localité est attesté sous les formes Ecclesia de Germaio (1050) ; Jarmaium (1140) ; Jarmai (vers 1252) ; Germeium (1264) ; Germayum (1274) ; Jarmay (1339) ; Germay (1446) ; Germel (1583) ; Germey (1700).

## Politique et administration

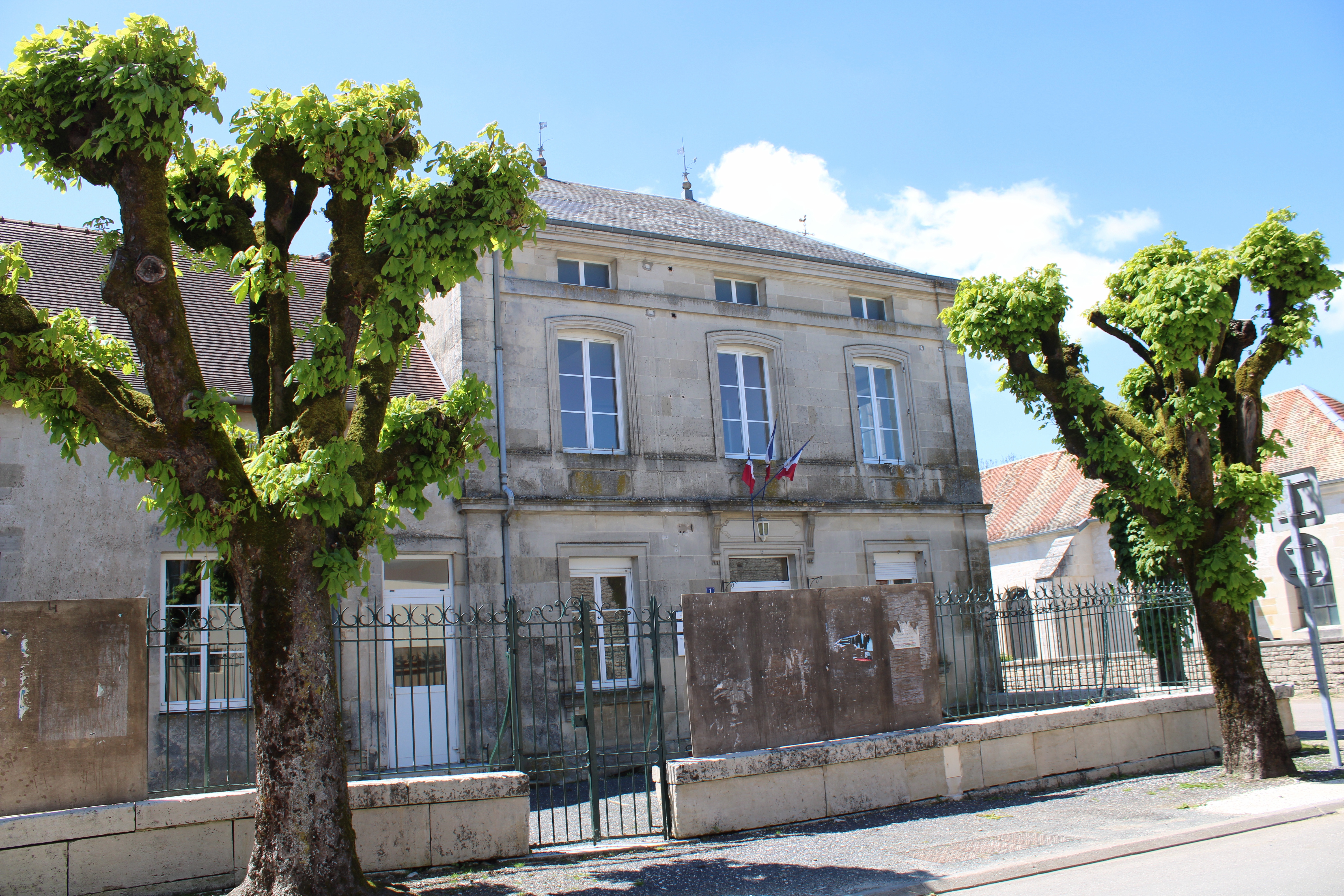
La mairie.

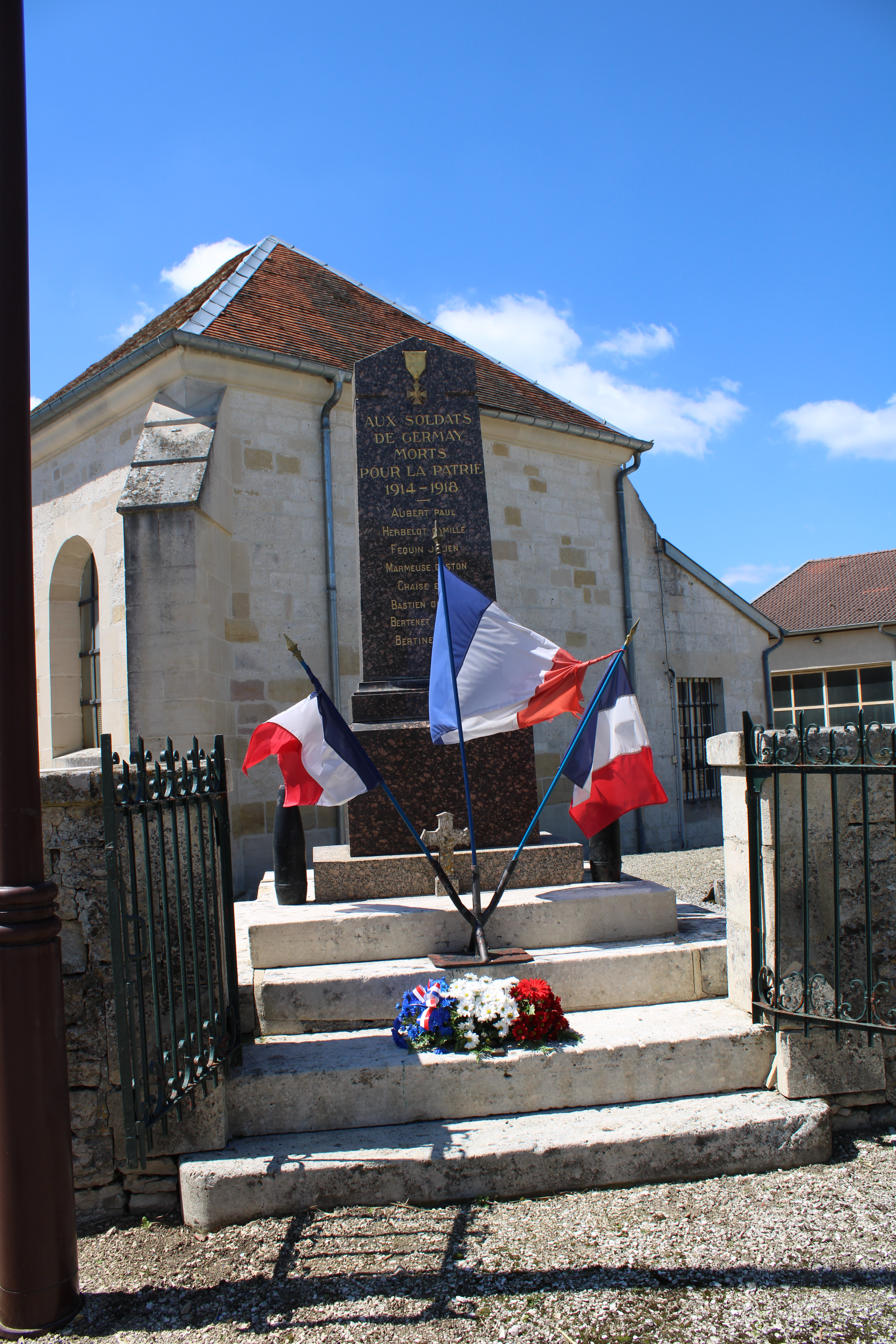
Le monument aux morts.

### Liste des maires
| Période                                  | Période  | Identité         | Étiquette | Qualité |
| ---------------------------------------- | -------- | ---------------- | --------- | ------- |
| Les données manquantes sont à compléter. |          |                  |           |         |
| 2001                                     | 2008     | Max Gassmann     | N/A       |         |
| 2008                                     | En cours | Ludovic Montagne | N/A       |         |

## Population et société

### Démographie
L'évolution du nombre d'habitants est connue à travers les recensements de la population effectués dans la commune depuis 1793. Pour les communes de moins de 10 000 habitants, une enquête de recensement portant sur toute la population est réalisée tous les cinq ans, les populations de référence des années intermédiaires étant quant à elles estimées par interpolation ou extrapolation. Pour la commune, le premier recensement exhaustif entrant dans le cadre du nouveau dispositif a été réalisé en 2005.

En 2022, la commune comptait 49 habitants, en évolution de +6,52 % par rapport à 2016 (Haute-Marne : −4,62 %, France hors Mayotte : +2,11 %).
| 1793 | 1800 | 1806 | 1821 | 1831 | 1836 | 1841 | 1846 | 1851 |
| ---- | ---- | ---- | ---- | ---- | ---- | ---- | ---- | ---- |
| 211  | 203  | 224  | 227  | 229  | 220  | 229  | 256  | 265  |

| 1856 | 1861 | 1866 | 1872 | 1876 | 1881 | 1886 | 1891 | 1896 |
| ---- | ---- | ---- | ---- | ---- | ---- | ---- | ---- | ---- |
| 229  | 219  | 225  | 198  | 207  | 197  | 188  | 182  | 156  |

| 1901 | 1906 | 1911 | 1921 | 1926 | 1931 | 1936 | 1946 | 1954 |
| ---- | ---- | ---- | ---- | ---- | ---- | ---- | ---- | ---- |
| 144  | 130  | 129  | 121  | 107  | 100  | 113  | 105  | 97   |

| 1962 | 1968 | 1975 | 1982 | 1990 | 1999 | 2005 | 2006 | 2010 |
| ---- | ---- | ---- | ---- | ---- | ---- | ---- | ---- | ---- |
| 80   | 77   | 72   | 81   | 67   | 61   | 48   | 46   | 47   |

| 2015 | 2020 | 2022 | - | - | - | - | - | - |
| ---- | ---- | ---- | - | - | - | - | - | - |
| 45   | 50   | 49   | - | - | - | - | - | - |

## Culture locale et patrimoine

### Lieux et monuments

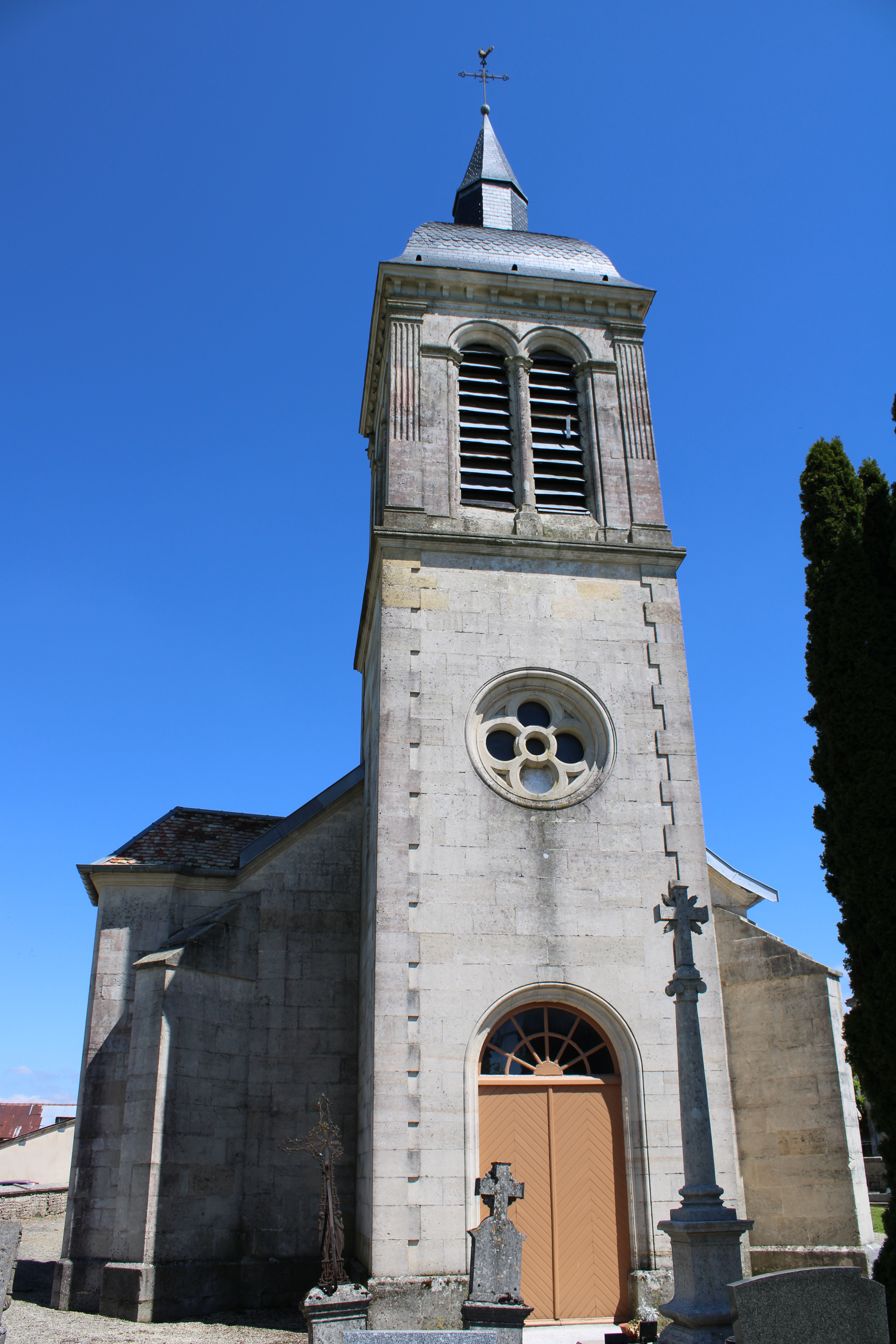
La façade de l'église.
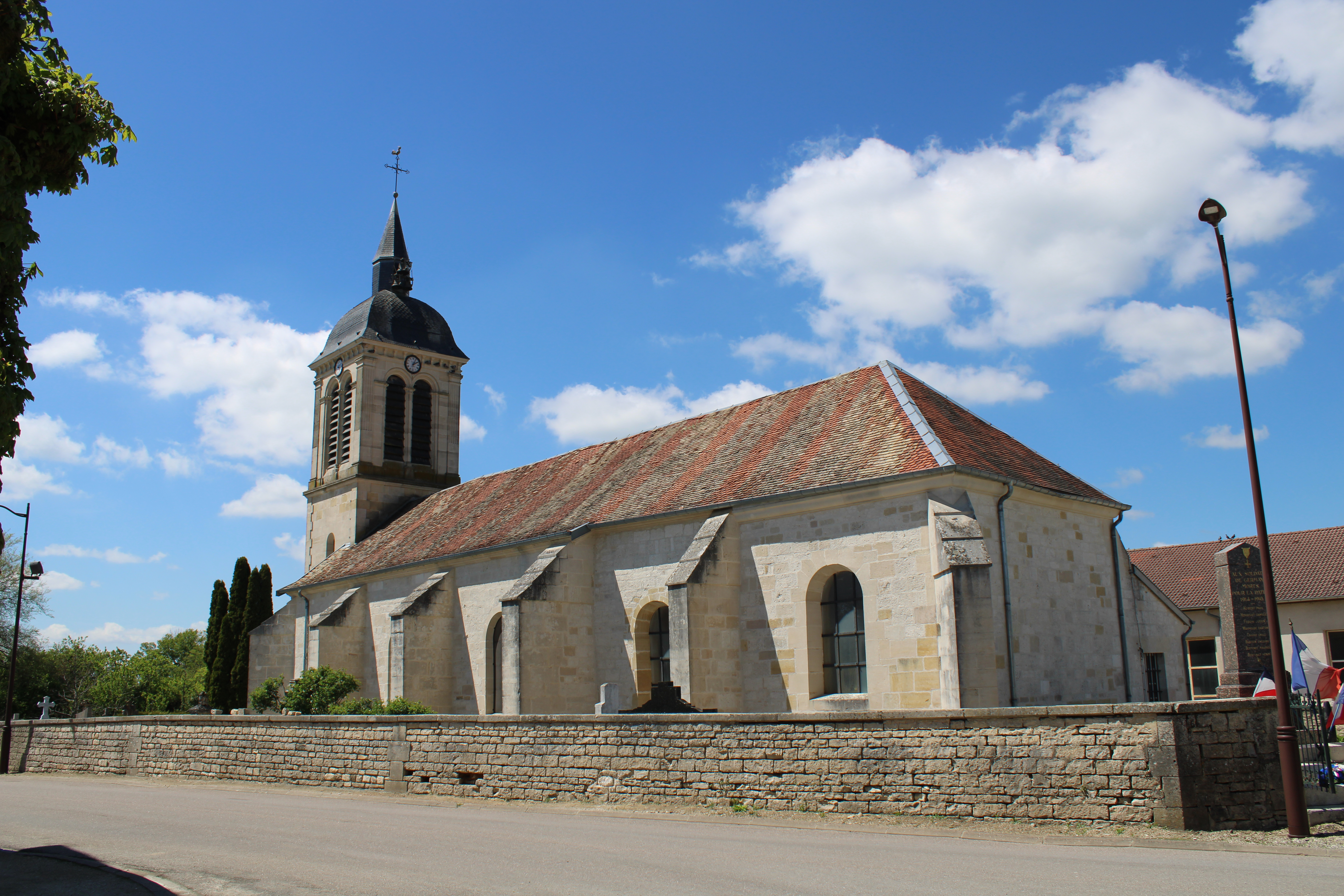
L'église.
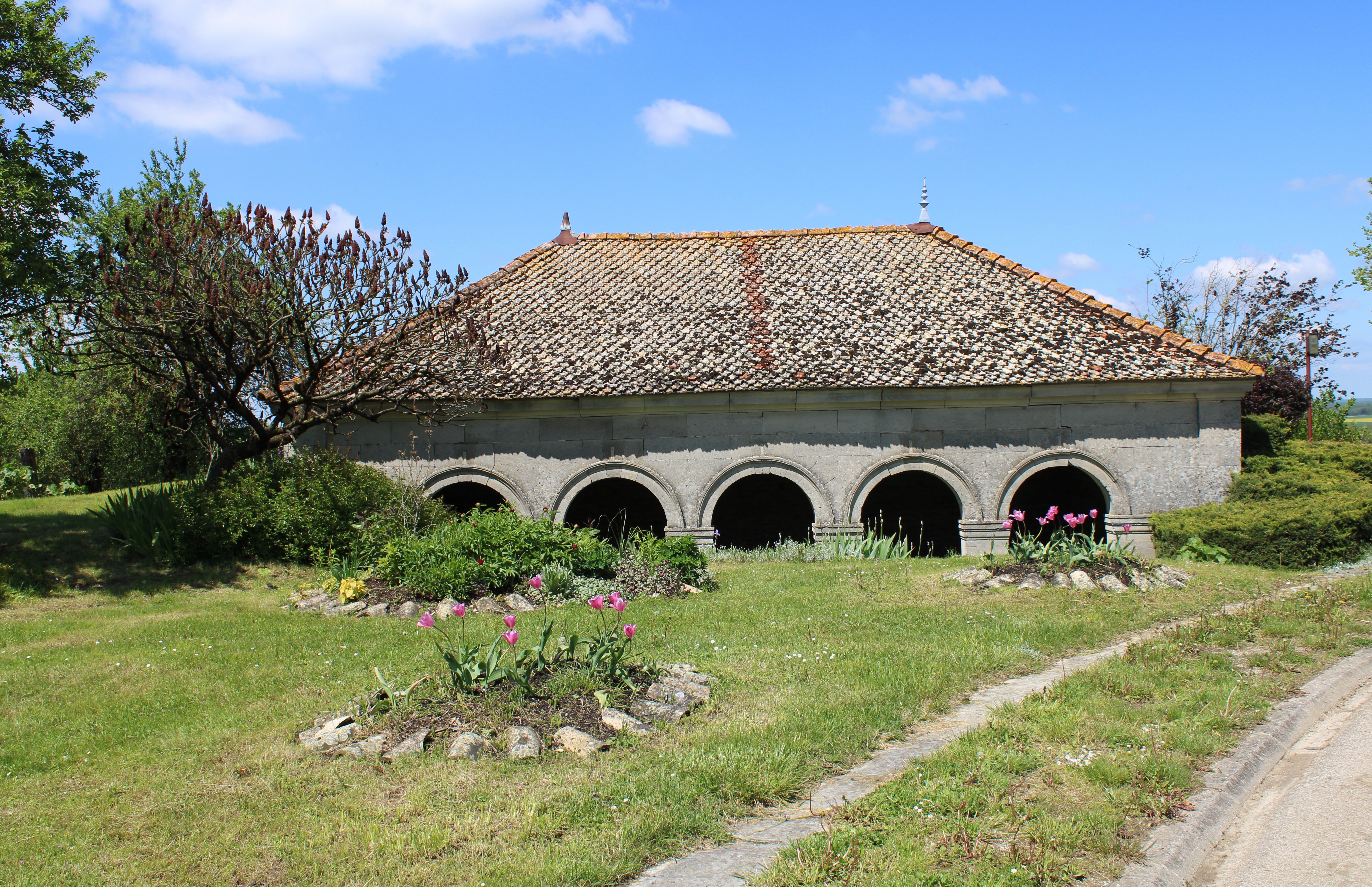
Le lavoir.
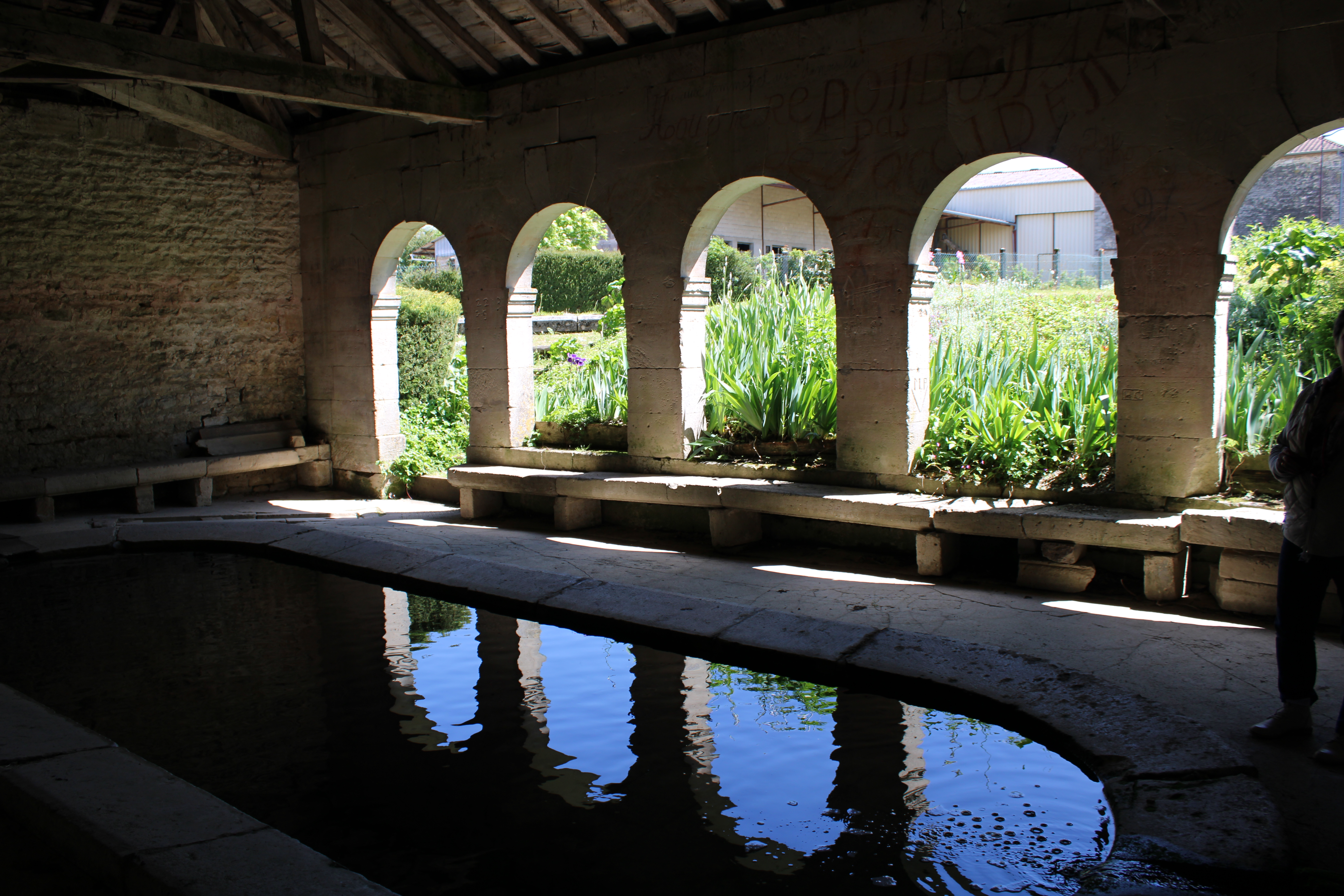
Intérieur du lavoir.

### Cartes postales anciennes

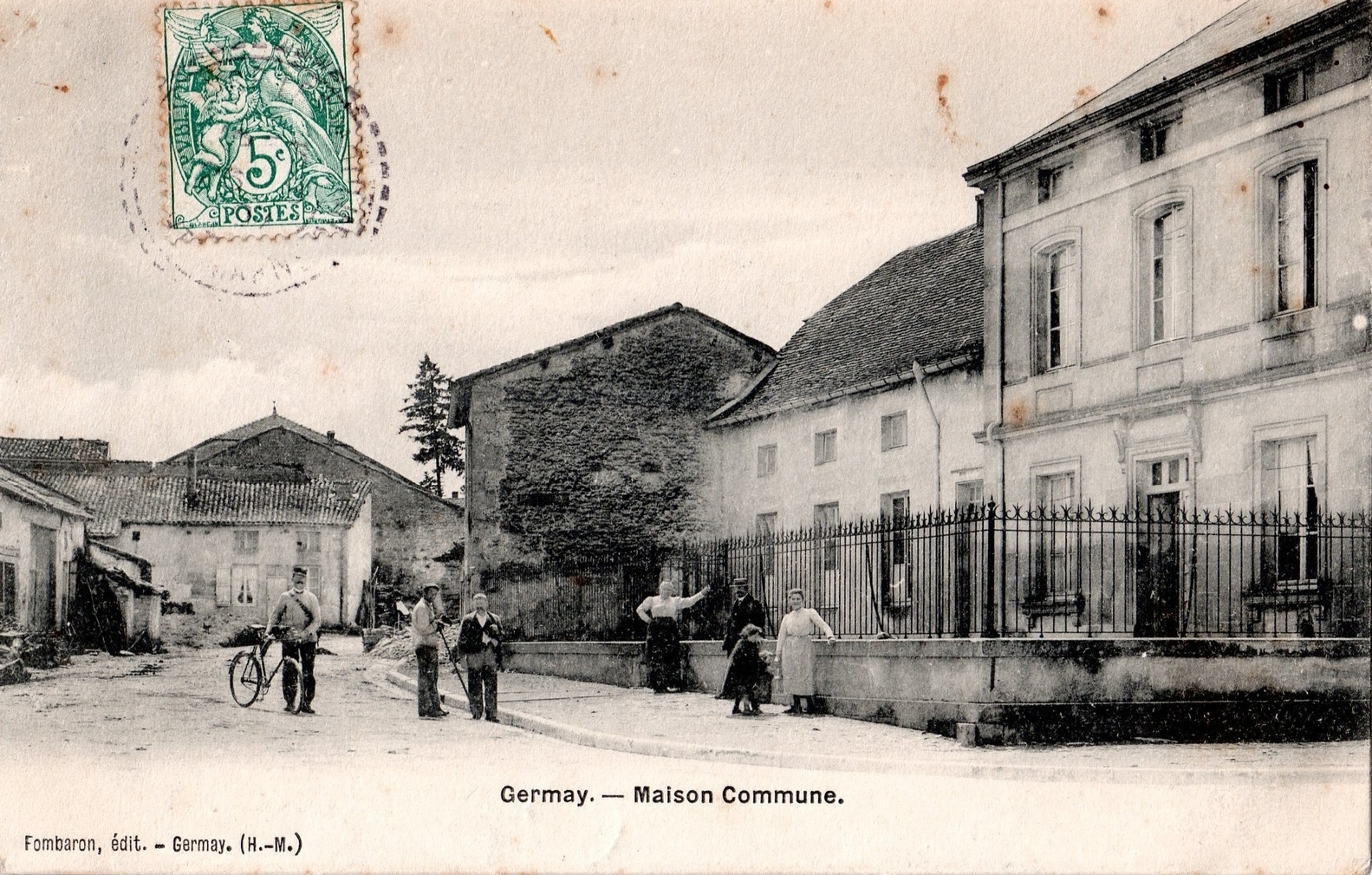
La mairie vers 1905 avec la présence du garde-champêtre.
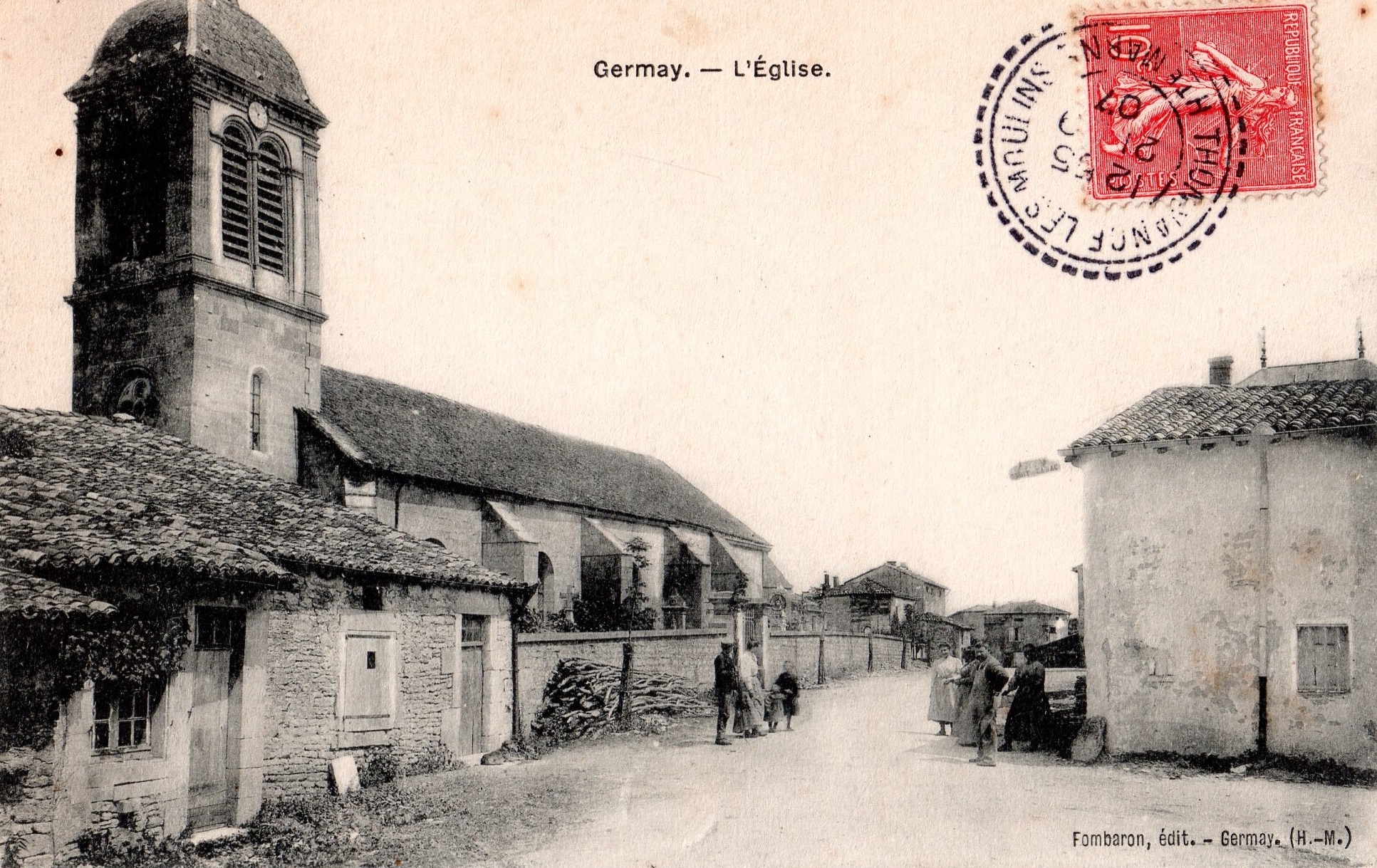
L'église vers 1907.